# Oberrheinsueben
Mit dem Begriff Oberrheinsueben (auch Oberrheinsweben) wird in der Archäologie eine elbgermanische (suebische) Kulturgruppe zusammengefasst, die ab dem 1. Jahrhundert n. Chr. hauptsächlich auf der rechten Rheinseite zwischen Main und Mittelbaden nachweisbar ist. Das Hauptsiedlungsgebiet ist am unteren Neckarraum auszumachen. Die dort lebende Gruppe hieß „Suebi Nicrenses“ (Neckarsueben) und gab der römischen Verwaltungseinheit Civitas Ulpia Sueborum Nicrensium ihren Namen. Neben diesen lassen sich weitere oberrheinsuebische Gruppen bestimmen.

## Geschichte
Am Oberrhein im Vorfeld der römischen Reichsgrenze wurden zwischen 16/17 und 74 n. Chr. Elbgermanen sehr wahrscheinlich mit Genehmigung der römischen Militärverwaltung angesiedelt. Ihre Siedlungsgebiete lagen gegenüber von wichtigen Kastellplätzen wie Mogontiacum (Mainz), Rheingönheim, Speyer und Argentorate (Straßburg). Ihre Ansiedlung erfolgte unter Kaiser Tiberius, nachdem die Germanicus-Feldzüge scheiterten und die rechtsrheinische Germania magna nicht mehr unter römischem Einfluss stand. Bei den Germanen handelte es sich wohl um Militärsiedler, die im Dienste Roms für die Sicherung der Reichsgrenze und der wichtigen Flussübergänge zuständig waren.
Die Bestattungsart, der Trachtschmuck und die handgefertigte Keramik zeigen eine deutlich elbgermanische Herkunft. Dadurch lassen sich die kulturellen Wurzeln der Oberrheinsueben deutlich von den germanischen Stämmen nördlich des Mains unterscheiden. Es folgte eine rasche Romanisierung und mit der Einverleibung der rechtsrheinischen Gebiete in das Römische Reich verloren die Siedler ihre militärischen Aufgaben.
Teilweise wird aufgrund einer Notiz des spätantiken Geschichtsschreibers Eutropius angenommen, dass die Oberrheinsueben eine Rolle beim Germanien-Feldzug des Kaisers Caligula (regierte 37–41) spielten, sei es als Verbündete oder als zwischenzeitliche Gegner der Römer.

## Diersheimer Gruppe

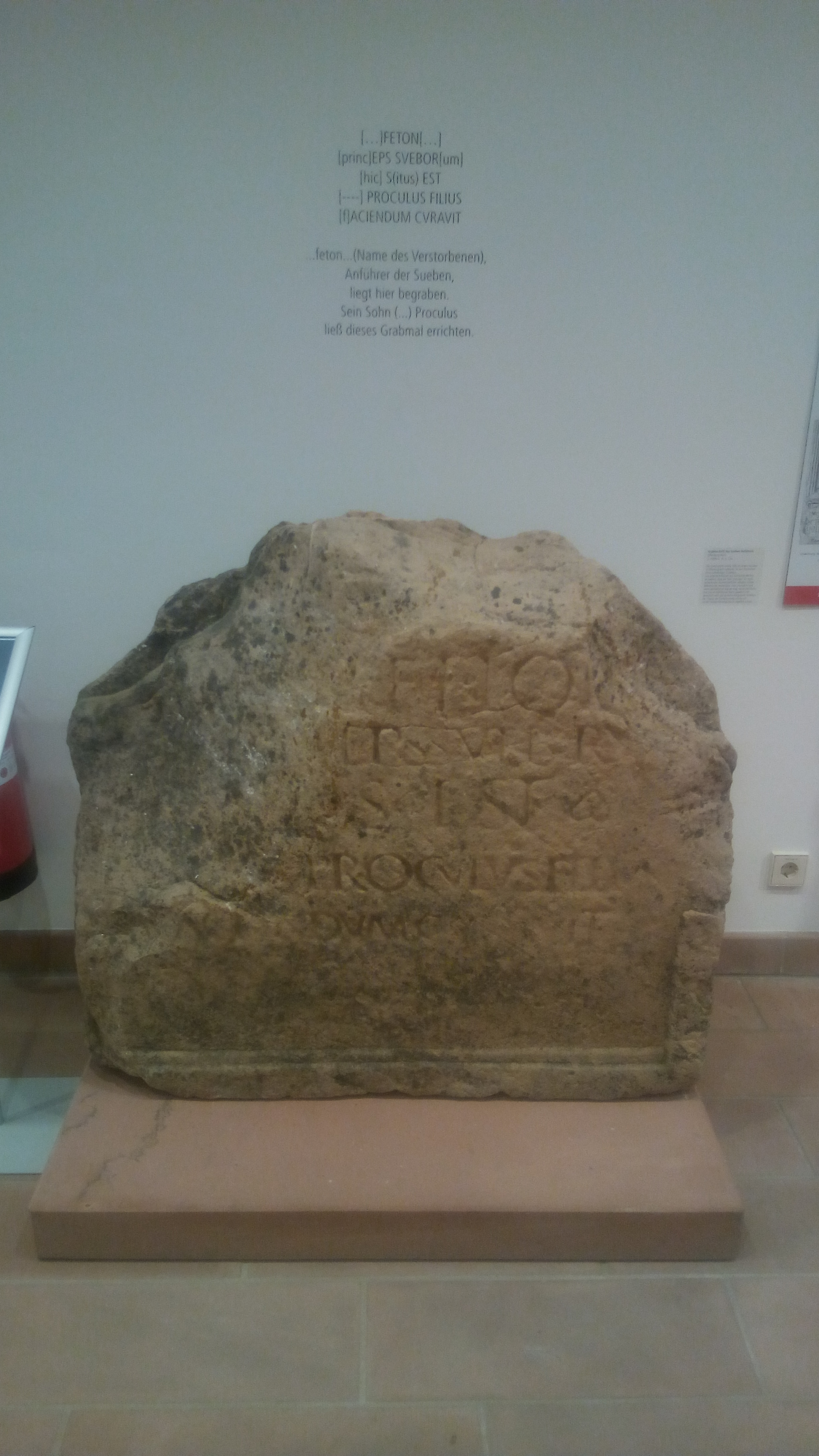
Grabstein eines obersuebischen Anführers

### Diersheim
In etwa 12 km Luftlinie Entfernung zum Militärlager Argentorate (Straßburg) fanden sich bei Diersheim zwei Gräberfelder (Gewann „Oberfeld“ und „Fachheu“) mit insgesamt über 100 Bestattungen, die den Oberrheinsueben zugeordnet werden. Die Gräber der ersten Generation weisen einen deutlichen germanischen Charakter hinsichtlich der Waffen, Trachtbestandteile und Keramik auf. Es lässt sich jedoch auch schon in dieser Zeit die Benutzung römischer Bronze-, Glas- und Tongefäße erkennen. In den Grabbeigaben der zweiten Generation finden sich keine Waffen mehr, was auf eine Romanisierung hindeuten kann oder auch in Verbindung mit dem Bataveraufstand steht. Typisch germanische Eigenschaften lassen sich in diesem zeitlichen Fundgut kaum noch erkennen. Überraschenderweise werden Mitte des 2. Jahrhunderts wieder Beziehungen in die Germania magna fassbar. Das älteste Grab wird in die Zeit zwischen 20 und 40 n. Chr. datiert. Die Siedlungen zu den Gräbern sind bisher unentdeckt. Was aus den Siedlern nach dem Limesfall um 260 n. Chr. geworden ist, lässt sich nicht mehr ermitteln.

### Auenheim
In Auenheim im Bereich des Gewanns Pfarrmatte konnte bei einer Ausgrabung ein römisches Gräberfeld und die dazugehörige Siedlung untersucht werden. Es ließen sich dabei zwei Bauphasen feststellen. Im 1. Jahrhundert wurde ein hölzernes Gebäude mit 22 m × 10 m errichtet, dessen Schmalseite nach Westen ausgerichtet war. Die gefundenen Keramikscherben ähneln denen des suebischen Gräberfelds in Diersheim. Entsprechend wird die Siedlungsgründung den germanischen Verbündeten Roms zugeordnet. Wohl in der zweiten Hälfte des 2. Jahrhunderts wurde ein zweites Gebäude aus Stein errichtet.

### Offenburg-Bühl
Eine Grabinschrift wurde im Jahr 1995 in Offenburg-Bühl entdeckt. Der Text lautet:
[…]FETON[…] [princ]EPS SVEBOR[um] [hic] S(itus) EST […] PROCULUS FILIUS [f]ACIENDUM CVURAVIT
...feton... (Name des Verstorbenen), Anführer der Sueben, liegt hier begraben. Sein Sohn (…) Proculus ließ dieses Grabmal errichten.
Der Titel „princeps“ wurde an loyale Stammesführer verliehen. Der unvollständig erhaltene Name des Vaters war vermutlich germanischen Ursprungs, während sein Sohn Proculus schon einen lateinischen erhielt und vermutlich auch schon das römische Bürgerrecht besaß.

## Gruppe Neckarsueben
siehe Hauptartikel: Neckarsueben

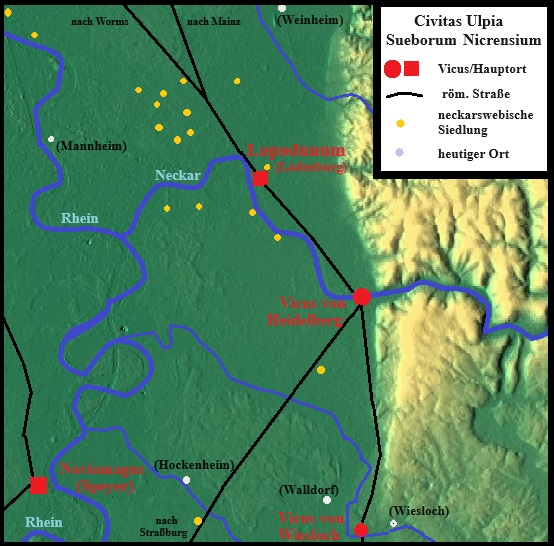
Unterer Neckar mit den neckarsuebischen Siedlungsstellen

Die Neckarsueben siedelten am unteren Neckar und hatten den Ort Lopodunum, das heutige Ladenburg, als Hauptort ihrer Civitas etabliert. Archäologisch lassen sie sich etwa ab Mitte des 1. Jahrhunderts n. Chr. nachweisen und die ursprünglich keltisch geprägte Rhein-Neckar-Region scheint seit dem Gallischen Krieg Mitte des 1. Jahrhunderts v. Chr. siedlungsarm oder gar siedlungsleer gewesen zu sein. Die Siedler übernahmen relativ schnell römische Techniken. So ging beispielsweise der Anteil germanischer Nutztiere ab der 2. Hälfte des 1. Jahrhunderts zugunsten größerer römischer Züchtungen zurück. Ebenso sank der germanische Keramikanteil bis Mitte des 2. Jahrhunderts von über 60 % auf 4 %. Noch vor dem 2. Jahrhundert n. Chr. gleichen sich die Sozialstruktur, Tracht- und Bestattungssitten der provinzialrömischen Kultur westlich des Rheins an.
Teilweise als eigene Gruppe werden die Gräber aus Bürstadt (Bürstädter Gruppe) betrachtet. Es handelt sich hierbei um sieben Gräber mit zwei Gladii, römischem Metallgeschirr und germanischen Waffen. Sie werden in die neronisch-frühflavische Zeit datiert.

## Groß-Gerauer Gruppe
In Groß-Gerau in Südhessen fand sich in den Gewannen „Schindkaute“/„Sandschließ“ ein suebisches Brandgräberfeld. In der Zeit zwischen 1876 und 1972 wurden hier 81 Brandgräber nachgewiesen, wovon 12 in das 2. Jahrhundert eingeordnet werden. Der Beginn des Friedhofs wird aufgrund eines Tellers belgischer Ware (Terra Nigra) in die tiberisch-frühclaudische Zeit datiert. Nach der suebischen Phase wurde der Bestattungsplatz auch von einem römischen Gutshof genutzt. Zu den Funden zählen zahlreiche römische Importgüter wie Terra-Nigra-Teller, Urnen und fünf Bronzekessel. Sie sind teilweise im Stadtmuseum Groß-Gerau ausgestellt.
Ein weiterer Friedhof ist aus Nauheim (Gewann „Seigböhl“) bekannt. Die 69 Brandgräber wurden zwischen 1910 und 1913 untersucht und stammen aus dem 2. oder 3. Jahrzehnt bis Mitte des 1. Jahrhunderts. Die oberrheinsuebischen Elemente des Gräberfeldes enden etwa kurz nach Mitte des 1. Jahrhunderts, was sich mit dem von Groß-Gerau deckt, allerdings wurde letzteres danach weiterhin noch genutzt. Im Gegensatz zur Diersheimer Gruppe sind für spätere Zeitpunkte keine wiederaufgenommenen Beziehungen zum germanischen Gebiet erkennbar.
Insgesamt lässt sich feststellen, dass die Fundobjekte sowohl gallische als auch jütlandische Elemente aufweisen. Die Groß-Gerauer Gruppe könnte entsprechend heterogener gewesen sein als die südlicheren Gruppen.
In Anlehnung an die Neckarsweben wird die Gruppe teilweise auch als Mainsweben oder Suebi Moenani bezeichnet. Historische Namensbelege hierfür gibt es jedoch keine.

## Linksrheinische Gruppen

### Südpfälzer Waffengräbergruppe
Die Südpfälzer Waffengräbergruppe bezeichnet eine linksrheinische Germanengruppe zwischen Landau und Speyer. Die ältesten Gräber setzen schon in der Mitte des 1. Jahrhunderts v. Chr. ein und stehen wahrscheinlich in Zusammenhang mit den Auseinandersetzungen des germanischen Feldherrn Ariovist. Die zeitliche Hauptphase liegt allerdings in tiberisch-claudischer Zeit und die Gräber weisen in Sachen Brauch und Grabinventar den typischen elbgermanischen Charakter auf. In der zweiten Hälfte des 1. Jahrhunderts verschwindet dieser und wird durch das provinzialrömische Erscheinungsbild ersetzt. Die Gräber dieser Gruppe gleichen denen der rechtsrheinischen Waffengräber mit dem Unterschied, dass kaum römisches Metallgeschirr beigelegt wurde.

### Ludwigshafener Gruppe
Im Raum Ludwigshafen am Rhein nördlich des Kastells Rheingönheim fanden sich mehrere Brandgräberfelder mit Trachtschmuck und Scherenbeigaben, die als elbgermanisch anzusehen sind. Gleichzeitig sind die Keramikbeigaben überwiegend römischer Art, was schon von Beginn an eine starke Romanisierung dieser Gruppe vermuten lässt. Die germanischen Funde werden in die Zeit von der Herrschaft des Claudius bis in die flavische Periode datiert. In dieser Gruppe sind Waffenfunde selten und das Erscheinungsbild lässt eine zivile Gesellschaft vermuten.